# Puya werneriana
Puya werneriana är en gräsväxtart som beskrevs av Robert William Read och Lyman Bradford Smith. Puya werneriana ingår i släktet Puya och familjen Bromeliaceae. Inga underarter finns listade i Catalogue of Life.